# Municipio di Lisbona
Il Municipio di Lisbona (in portoghese: Paços do Concelho de Lisboa) è un edificio storico, sede della camera municipale della città di Lisbona in Portogallo.

## Storia
L'edificio originario venne costruito secondo il progetto di Eugénio dos Santos nel contesto della ricostruzione del quartiere della Baixa dopo il terribile terremoto di Lisbona del 1755. Il palazzo andò tuttavia completamente distrutto durante un incendio scoppiato il 19 novembre 1863. Un nuovo edificio, progettato dall'architetto Domingos Parente da Silva, venne quindi eretto nello stesso sito tra il 1865 e il 1880.
A partire dagli anni 1930 e 1940 vennero realizzate alcune aggiunte architettoniche, inclusa la costruzione di un nuovo piano mansardato non previsto dal progetto originario. Un nuovo incendio scoppiato il 7 novembre 1996 danneggiò i livelli superiori del palazzo e i soffitti affrescati del primo piano. L'architetto Silva Dias ha condotto un intervento di recupero dell'edificio, optando per una maggiore vicinanza al progetto originario di Domingos Parente da Silva.

## Descrizione
Il palazzo, di stile neoclassico, si affaccia sulla Praça do Município, nella freguesia di Santa Maria Maior. La facciata, simmetrica, è caratterizzata dalla presenza di un frontone riccamente decorato sorretto da quattro coppie di colonne.